# Palais de Fêtes de Estrasburgo
El Palais des Fêtes, originalmente Sängerhaus en alemán también llamado Gsangverein por metonimia en alsaciano, es una sala de espectáculos de Estrasburgo con 1.200 asientos ubicada en el distrito de Neustadt. Esta situdo en la esquina del número 5 de la rue Sellénick, en el 2-4 de la rue de Phalsbourg y en el 34 del Boulevard Clemenceau es el resultado de un pedido realizado en 1897 por Straßburger Männer Gesangverein .
Siguió siendo durante varias décadas la principal sala de conciertos de la ciudad hasta la puesta en marcha del Palacio de la Música y Congresos en 1975.
Fue clasificado como monumento histórico desde 2007, y se sometió a una renovación completa entre 2012 y 2020. Volvió a albergar conciertos.
Esta es una de las tres salas en Francia con un órgano actualmente en restauración. Al igual que el órgano de la Philharmonie de Paris ubicado en la Grande Salle - Philharmonie 1, 2400 asientos, en La Villette y el Auditorio Maurice-Ravel de Lyon, esta especificidad de Estrasburgo fue inaugurada en 1909.

## Histórico

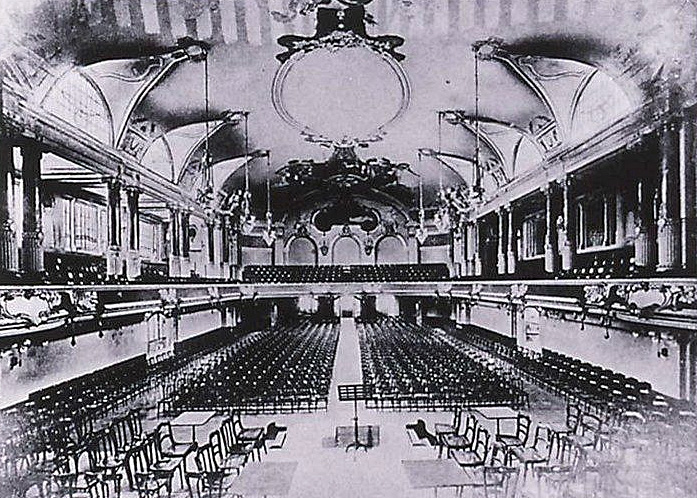
Interior del Palacio de Fiestas (avenida de los Vosgos) Biblioteca Nacional y Universitaria de Estrasburgo.

La asociación de Estrasburgo para el canto coral masculino (" der Strassburger Männer Gesangverein ”) fundada en 1872, es una importante empresa en Land Elsass-Lothringen. En 1890, dio a luz a la Federación de cantantes de Alsacia-Lorena. A partir de 1897, el apoyo financiero del ministerio (alemán) así como las donaciones privadas permitieron a la asociación patrocinar el " Sangerhaus", hoy llamado Palais des Fêtes.
El edificio estaba originalmente destinado a albergar, entre otras cosas, una sala de conciertos de 1.750 asientos, un restaurante, una sala de ensayo y una biblioteca. Desde el final de su construcción, el edificio es un lugar destacado de Estrasburgo y de la vida cultural regional. En la década de 1920, acogió el Festival Musical de Alsacia-Lorena.

### Construcción
El complejo fue construido según los planos de un importante dúo de arquitectos de la época, Richard Kuder y Joseph Müller. La licencia de obras se concedió en julio de 1899 y las obras finalizaron el 31 de enero de 1903. La Sängerhaus es una de las primeras construcciones de hormigón armado de Estrasburgo; los techos y suelos están siendo realizados por la empresa de Edouard Zublin, que explota las técnicas desarrolladas por el empresario parisino François Hennebique. Después de 1903, las solicitudes de permisos de construcción siguieron siendo numerosas y se referían a modificaciones solicitadas por arquitectos (Müller en 1909, 1912) u otras personalidades como el contratista Zublin, Florent Rudloff y en 1906 por Osterloff.
Perteneciente a la ciudad, nuevamente francesa, desde 1922, se amplió con otro edificio probablemente construido a principios de la década de 1920 en el número 2 de la rue de Phalsbourg/34 Boulevard Clemenceau, en un ala llamada " Marsellesa ". Esta ampliación ahora alberga el Centro Coreográfico de Estrasburgo.

## arquitectura y obras

### Arquitectura
Construido en 1903 por Joseph Müller y Richard Kuder, los arquitectos decidieron mezclar varios estilos : los frontones y los torreones de las esquinas son de estilo neogótico y neorrenacentista, mientras que las ventanas y el balcón son de estilo Art Nouveau, como la gran sala de conciertos.

### Renovación completa
Cerrado de 2012 a 2020, fecha de la renovación de la gran sala de conciertos, el Palais des Fêtes ha sido objeto de una renovación completa. Diez años después de las obras de reforma exterior, el edificio está en pleno proceso de renovación interior, en la cubierta y renovación de la fachada en el lado del patio.

## Órgano
Cuando se completó la gran sala de conciertos en 1903, todavía le faltaba " der Schönste Schmuck (el adorno más hermoso). Rápidamente se propone la idea del Dr. Ehrissmann, de añadir un órgano al edificio. Un comité de expertos se puso a trabajar, reuniendo a Alexandre Guilmant, Eugène Gigout, Max Reger, Karl Straube, Louis Vierne y Charles-Marie Widor, los mejores organistas (franceses) de principios del siglo XX. Optan por un órgano neumático . Supervisado por Marie-Joseph Erb, Emile Krupp, organista de Saint-Paul y Albert Schweitzer, el Dr. Schweitzer confía la fabricación del futuro instrumento a su creador favorito » : Dalstein-Haerpfer . Las 56 paradas están diseñadas en el marco de un órgano. de concierto ". La placa cita el número de tubos, es decir, 3912, de los cuales 3550 son metálicos .
Las obras comenzaron en enero de 1909 y el 2 de diciembre se dieron dos conciertos magistrales. Una sinfonía de Erb, compuesta para la ocasión, se mezcla en la segunda parte con la Sinfonia sacra, Op 81 de Widor. Los recitales de Gigout y Joseph Bonnet al día siguiente cierran el acto.
En 1958, Muhleisen electrifica la transmisión e instala una consola móvil . Luego, la consola se gira hacia la habitación, según el modelo de Saint-Sulpice en París . La fabricación hizo dos revisiones del instrumento en 1981 y en 2001.
Sin embargo, durante los últimos quince años, muchas paradas han estado en silencio, el instrumento ha perdido su brillo. Un ascensor ya no es suficiente, es necesario planificar una restauración profunda.
La ciudad de Estrasburgo, actual propietaria del instrumento, ha puesto en marcha un importante proyecto de restauración del gran órgano.

### Artículos relacionados
- Lista de monumentos históricos en Estrasburgo
- Lista de monumentos históricos en Bas-Rhin